# Giacomo Conti
Giacomo Conti (sinh 21 tháng 7 năm 1999) là cầu thủ bóng đá người San Marino đang chơi ở vị trí hậu vệ cho câu lạc bộ San Giovanni và Đội tuyển San Marino.

## Thống kê sự nghiệp

### Đội tuyển quốc gia
Tính đến 17 tháng 11 năm 2021
| San Marino | San Marino | San Marino |
| Năm        | Trận       | Bàn        |
| ---------- | ---------- | ---------- |
| 2020       | 1          | 0          |
| 2021       | 4          | 0          |
| Tổng cộng  | 5          | 0          |